# Avalanche-Diode
Avalanche-Dioden oder Lawinendiode sind Z-Dioden, die den Lawineneffekt (Avalanche-Effekt) ausnutzen. Durch entsprechende Dotierungsprofile können in Avalanche-Dioden Bereiche hoher elektrischer Feldstärke erzeugt werden (Multiplikationszone), in denen sich die Anzahl der freien Ladungsträger im Leitungs- oder Valenzband durch Stoßionisation vervielfältigt, und oberhalb der Durchbruchspannung lawinenartig ansteigt. Dieser Effekt hat vielfältige Anwendungsbereiche und zu den Avalanche-Dioden gehören u. a. die (Lawinen-)Laufzeit-Dioden (IMPATT- und TRAPATT-Diode), die Suppressordiode und die Avalanche-Photodioden. Zener-Dioden mit hohen Durchbruchsspannungen, bei denen der Lawinendurchbruch überwiegt, können auch als Avalanche-Dioden angesehen werden.

## Negativer differentieller Widerstand
Die Spannungs-Strom-Kennlinie einer Avalanche-Diode ähnelt der einer Zenerdiode. Oberhalb der Durchbruchsspannung besitzt sie einen negativen differentiellen Widerstand, bei dem im Betrieb die Spannung bei steigender Stromstärke sinkt. Auch viele normale Dioden weisen einen solchen Bereich auf, der aber außerhalb des vorgesehenen Arbeitsbereiches liegt.

## Anwendungen

### Erzeugung von Schwingungen
Avalanchedioden sind geeignet zum Aufbau von Oszillatorschaltungen zur Erzeugung von elektrischen Schwingungen, da mit Hilfe des negativen differentiellen Widerstandes ein Schwingkreis entdämpft werden kann. Zur Mikrowellengeneration kommt die IMPATT-Diode und verwandte Laufzeitdioden zum Einsatz.

### Rauschgenerator
Zusätzlich zum Wärmerauschen (Johnson-Nyquist-Rauschen) erzeugt der statistische Prozess der Ladungsträgerbewegung so genanntes Schrotrauschen (engl. shot noise). Das Schrotrauschen ist proportional zum Stromfluss und wird zusätzlich durch den Lawineneffekt verstärkt (engl. excess noise), weshalb sich Avalanche-Dioden gut als Rauschgeneratoren einsetzen lassen.

### Avalanche-Photodioden
Unter Ausnutzung des inneren photoelektrischen Effekts können Avalanche-Photodioden zur Detektion von Photonen eingesetzt werden und besitzen im Gegensatz zu pin-Photodioden eine interne Verstärkung. Dazu werden sie in Sperrrichtung nahe der (Lawinen)Durchbruchspannung betrieben, wo auf Grund der in der Multiplikationszone auftretenden Ladungsträgervervielfältigung die interne Verstärkung erzielt wird.
Wird die Avalanche-Photodiode unterhalb der Durchbruchspannung betrieben, so erhält man in ein strahlungsleistungs-proportionalen Ausgangsstrom. Die interne Verstärkung ist dabei abhängig von der angelegten Sperrspannung.
Oberhalb der Durchbruchsspannung kommen spezielle Single-Photon Avalanche Dioden (SPAD) zum Einsatz, mit welchen das Zählen einzelner Photonen mit Zählraten von bis zu 10 MHz möglich ist. Ein einzelnes Photon kann auf Grund der vorherrschenden hohen elektrischen Feldstärke leicht eine messbare Ladungslawine auslösen, wobei eine spezielle Detektorelektronik sicherstellt, dass die Diode dabei nicht zerstört und anschließend wieder zurückgesetzt wird (passives oder aktives Quenching).

### Referenzspannung
Bei Siliziumdioden treten der Zener-Durchbruch und Lawinendurchbruch immer gleichzeitig auf, wobei bis ca. 5 V der Zener-Durchbruch und ab ca. 6 V der Lawinendurchbruch dominiert (im Bereich zw. 5 bis 6 V halten sich beide Effekte in etwa die Waage). Zener-Dioden mit Durchbruchspannungen über 6 V können deshalb als Avalanche-Dioden angesehen werden und finden bei der Erzeugung von Referenzspannungen Anwendung. Ihr Abknicken der Kennlinie im Bereich der Durchbruchspannung ist stärker ausgeprägt und der Lawinendurchbruch besitzt im Gegensatz zum Zener-Durchbruch einen positiven Temperaturkoeffizienten.

### Überspannungsschutz
Zum Überspannungsschutz werden Suppressordioden in Sperrrichtung parallel zur zu schützenden Last bzw. Schaltung betrieben. Beim Auftreten einer Spannungspitze die oberhalb der Durchbruchspannung der Suppressordiode liegt, kommt es in der Diode zum Lawinendurchbruch. Die Diode wird niederohmig und es fließt ein hoher transienter Strom im Amperebereich. Dies beschränkt die Spannung an der Diode, und somit auch an der zu schützenden Last, auf einen ungefährlichen Wert.

### Gleichrichterdioden
Gleichrichterdioden vom Typ Avalanche weisen beim Rückwärtsdurchbruch, ähnlich Suppressordioden, ein spezifiziertes Verhalten auf, das im Datenblatt mit „surge reverse power dissipation“ angegeben wird. Gewöhnliche Gleichrichterdioden können dagegen „hot-spots“ in der Sperrschicht entwickeln und beschädigt werden.